# Trematodes paratenebrioides
Trematodes paratenebrioides är en skalbaggsart som beskrevs av Li 1992. Trematodes paratenebrioides ingår i släktet Trematodes och familjen Melolonthidae. Inga underarter finns listade i Catalogue of Life.